# Taipaluksenaukko
Taipaluksenaukko är en fjärd i Finland. Den ligger i Rimito i landskapet Egentliga Finland, i den sydvästra delen av landet, 170 km väster om huvudstaden Helsingfors.
Taipaluksenaukko avgränsas av Laitaluoto i nordväst, Vuori-Pihlavainen i öster och Taiplax i söder. Den ansluter till Rajakarinaukko i sydväst och Hänninaukko i öster.